# Ємеля (всюдихід)
Ємеля — автомобіль-амфібія.
Автомобіль серії «Ємеля» був створений інженером Василем Єлагіним. Використовувався для виконання Морської льодової автомобільної експедиції, що проходила у 2008 і 2009 роках. А також навколосвітній подорожі 2011—2015 років.
Було створено 4 модифікації: «Ємеля 1» «Ємеля 2» «Ємеля 3» і «Ємеля 4».
На відміну від звичайних гусеничних всюдиходів, вони зовсім не залишають слідів на льоду, дуже економічні, зручні, мають велику автономність.

## Використання в експедиціях
У 2008 році під час експедиції на автомобілях «Ємеля 1» і «Ємеля 2» був встановлений новий автомобільний рекорд — вперше автомобілі проїхали від Полярного кола (місто Салехард) до 81° 16' пн. ш. (мис Арктичний архіпелагу Північна Земля) і повернулися до Полярного кола (до Ямбурга і Нового Уренгоя).
У 2009 році за підтримки Управління авіації ФСБ Росії в березні 2009 року Морська льодова автомобільна експедиція стартувала з острова Середній архіпелагу Північна Земля з метою досягнення Північного полюса. На автомобілях-амфібія «Ємеля 1» і «Ємеля 2», оснащених колесами з шинами низького тиску, експедиція успішно пересувалася по плавучим льодовим плитам Північного Льодовитого океану.
26 квітня 2009 експедиція успішно досягла Північного полюса, встановивши тим самим світовий рекорд.
У 2011 році почалася нова льодова експедиція, через північний полюс в Канаду, і знову в Росію до порту Діденка, яка завершилася тільки у 2015 році.
У 2018—2019 рр. відбулася  експедиція «Антарктида. 200 років відкриттів». За 28 днів експедиція подолала  5570 км.